# 艾爾伯德·斯旺
伊歐柏·索恩（英語：Eobard Thawne）是一個登場於由DC漫畫出版的漫畫書中的最強超級反派，又稱極速教授（Professor Zoom）或逆閃電（Reverse Flash）。伊歐柏·索恩是第二代閃電俠貝瑞·艾倫的宿敵。人物首次登場於《閃電俠》（vol.1）#139（1963年9月）。
2009年，極速教授被IGN評為在任何時刻最偉大的漫畫書惡棍中的第1位。

## 其他媒體

### 電視劇
- 1990年《閃電俠》：由貝瑞·艾倫短暫提及。
- 2008年《蝙蝠俠智勇悍將》：由約翰·衛斯理·希普（在真人電視劇中為貝瑞的飾演者）配音[2]。
- 綠箭宇宙
  - 《閃電俠》：第一季主要反派。由馬特·萊斯切爾及汤姆·加瓦那飾演。逆閃電长期使用哈里森·威尔斯博士的假身份。
  - 《明日傳奇》：第二季主要反派。由馬特·萊斯切爾飾演。企圖奪取命運之矛改變現實。
  - 《明日傳奇》：第四季連動反派。由汤姆·加瓦那飾演。協助地球X的納粹世界進攻地球1。
  - 《閃電俠》：第五季反派之一。由汤姆·加瓦那飾演。未來的逆閃電為了逃離監獄，策動XS（英语：XS (comics)）回到現代改變時間線。

### 電影
- 2013年《正义联盟：闪点悖论》：動畫電影。由C·托馬斯·豪威爾配音。片中主要反派（在當中多稱作逆閃電）[3]。

### 電子遊戲
- 2011年《DC 超級英雄 Online》：斯旺的黑燈裝在遊戲中作為貝瑞的備用服裝。
- 2013年《超級英雄：武力對決》：斯旺為在哥特大猩猩實驗室中的一位Boss角色。

## 外部連結
- Professor Zoom at the DC Database
- Professor Zoom at Those Who Ride the Lightning （页面存档备份，存于）
- Professor Zoom at the DCU Guide